# Come & Get It (셀레나 고메즈의 노래)
〈Come & Get It〉은 셀레나 고메즈의 노래이다. 정규 데뷔 앨범 《Stars Dance》의 리드 싱글로서, 2013년 4월 7일에 발매되었다. 빌보드 핫 100 6위를 했으며, 미국 음반 산업 협회(RIAA) 인증 트리플 플래티넘 등급을 받은 곡이다.